# Phyllonorycter lemarchandi
Phyllonorycter lemarchandi là một loài bướm đêm thuộc họ Gracillariidae. Nó được tìm thấy ở Madagascar.
Ấu trùng ăn Sida rhombifolia và Solanum species. Chúng có thể ăn lá nơi chúng làm tổ.